# Martin Cikl
Martin Cikl (né le 17 août 1987) est un sauteur à ski tchèque.

## Palmarès

### Jeux Olympiques
| Épreuve / Édition | Vancouver 2010 |
| Grand Tremplin    | 41e            |

### Coupe du Monde
- Meilleur classement final : 41e en 2008.
- Meilleur résultat : 9e.